# Мария д’Эврё
Мария д’Эврё (фр. Marie d'Évreux), (1303—1335) — дочь графа Эврё Людовика и Маргариты д’Артуа, супруга герцога Брабанта Жана III.

## Биография
Мария была старшей дочерью и вторым ребёнком французского принца Людовика д’Эврё, графа Эврё, Этампа и де Бомон-ле-Роже, и его жены Маргариты д’Артуа. Её братом был Филипп д’Эврё, ставший впоследствии королём Наварры, благодаря браку с дочерью Людовика Сварливого Жанной Французской. У Марии был ещё один брат, Шарль, и сёстры Маргарита и Жанна, ставшая в 1325 году королевой Франции.
Налаживающиеся отношения Франции с Брабантом необходимо было закрепить узами родства. Женитьба наследника брабантского престола на одной из французских принцесс способствовала бы этому как нельзя лучше. В итоге, в июле 1311 года одиннадцатилетний сын правящего герцога Жан был обвенчан с племянницей короля Франции Филиппа IV Красивого восьмилетней Марией д’Эврё. Спустя год, после смерти отца, Жан стал полноправным правителем герцогства Брабант.
Жан III под давлением городов 14 июля 1314 года подписал Валлонскую хартию, которая даровала городам политическую и финансовую независимость. Герцогу это дало возможность получения необходимых ему налогов, которые тратились в будущем, в основном, на ведение войн.
У супругов первый ребёнок родился в 1322 году. Девочку назвали Жанной. Впоследствии в семье появилось ещё пятеро детей: дочери Маргарита и Мария и сыновья Жан, Генрих, Готфрид.
Жанна в 1334 году была выдана замуж за графа Эно и Голландии Вильгельма II д’Авена.
Мария умерла в 1335 году в возрасте тридцати двух лет. Все её сыновья умерли ещё при жизни Жана III. Владения и титул наследовала их старшая дочь Жанна. Затем трон перешёл к внучатому племяннику Жанны Антуану, первому представителю Бургундской династии на брабантском престоле, которая правила ещё более ста лет, прежде чем герцогство вошло в состав Испанских Нидерландов.

## Родословная
| Предки 1. Марии д’Эврё     | Предки 1. Марии д’Эврё                       | Предки 1. Марии д’Эврё                              |
| -------------------------- | -------------------------------------------- | --------------------------------------------------- |
| 2. Отец: Людовик д’Эврё    | 4. Дед: Филипп III Смелый                    | 8. Прадед: Людовик IX Святой                        |
| 2. Отец: Людовик д’Эврё    | 4. Дед: Филипп III Смелый                    | 9. Прабабка: Маргарита Провансская                  |
| 2. Отец: Людовик д’Эврё    | 5. Бабка: Мария Брабантская                  | 10. Прадед по женской линии: Генрих III             |
| 2. Отец: Людовик д’Эврё    | 5. Бабка: Мария Брабантская                  | 11. Прабабка по женской линии: Аделаида Бургундская |
| 3. Мать: Маргарита д’Артуа | 6. Дед по женской линии: Филипп д’Артуа      | 12. Прадед по женской линии: Роберт II д’Артуа      |
| 3. Мать: Маргарита д’Артуа | 6. Дед по женской линии: Филипп д’Артуа      | 13. Прабабка по женской линии: Амиция де Куртене    |
| 3. Мать: Маргарита д’Артуа | 7. Бабка по женской линии: Бланка Бретонская | 14. Прадед по женской линии: Жан II Бретонский      |
| 3. Мать: Маргарита д’Артуа | 7. Бабка по женской линии: Бланка Бретонская | 15. Прабабка по женской линии: Беатриса Английская  |